# Anna Alarcón
Anna Alarcón (Barcelona, 7 de desembre de 1980) és una actriu catalana de televisió, cinema i teatre.

## Trajectòria
Anna Alarcón neix a Barcelona, de ben petita inicia els estudis de teatre al Col·legi de teatre i posteriorment a l'Institut del Teatre, paral·lelament estudia dansa amb Mercedes Boronat. Compagina els estudis de teatre a l'Institut amb la gira de l'espectacle Wit dirigit per Lluís Pasqual.
Porta més de vint anys treballant a teatres de tot Espanya i combinant els escenaris amb el cine i la televisió. Al llarg de la seva carrera ha protagonitzat una trentena de muntatges teatrals a les ordres de prestigiosos directors com Pau Miró, Iván Morales, Josep Maria Pou o Ramon Simó. Amb L'Iván Morales i el Xavi Sáez va crear la companyia de teatre Prisamata, van estar durant set anys girant amb l'obra de teatre Sé de un lugar per teatres de tot Espanya i Llatinoamèrica.
L’any 2015 va protagonitzar el monòleg Psicosis de las 4.48 de Sarah Kane amb el que va obtenir diferents premis i nominacions, realitzant una llarga gira per Espanya i l'Amèrica Llatina.
Paral·lelament a la seva carrera teatral ha participat en nombroses sèries i pel·lícules. Va començar en sèries de TV3 com La Riera o Nit i dia i més endavant va formar part de la sèrie El inocente de Netflix, juntament amb Mario Casas o Alejandra Jiménez, Ser o no ser de Playz i Bienvenidos a Edén també de Netflix.
Va debutar com a protagonista al cinema de la mà de David Trueba a la pel·lícula A este lado del mundo i a L'ofrena juntament amb Verònica Echegui i Àlex Brendemühl dirigits per Ventura Durall amb la que va obtenir una nominació als Premis Gaudí com actriu protagonista.

## Filmografia
- 2011: Insensibles, de Juan Carlos Medina
- 2013: La otra frontera, d'André Cruz Shiraiwa
- 2017: El vent és això, de Pere Vilà
- 2019: La hija de un ladrón, de Belén Funes
- 2020: La vampira de Barcelona, de Lluís Danés
- 2020: A este lado del mundo, de David Trueba
- 2020: L'ofrena, de Ventura Durall
- 2022: La niña de la comunión, de Víctor García

## Televisió
- 2007: Automàtics, de Javier Daulte (TV3)
- 2009: La otra ciudad, de Sílvia Quer (La 1 i TV3)
- 2009: Ull per ull, de Mar Targarona (La 1 i TV3)
- 2010-2016: La Riera (TV3)
- 2016-2017: Nit i dia, de Manuel Huerga i Oriol Paulo (TV3)
- 2018: Félix, de Cesc Gay (Movistar Plus+)
- 2021: El inocente, d'Oriol Paulo (Netflix)
- 2022: Ser o no ser, de Coral Cruz (RTVE Play)
- 2022: Bienvenidos a Edén (2022), (Netflix)
- 2022: Sis nits d'agost, de Ventura Durall (TV3)

## Teatre[calcitació]
- 2000: Em dic Elsa Schneider, de Sergi Belbel
- 2002-2003: Somni d'una nit d'estiu, de William Shakespeare
- 2003-2006: Wit, de Margaret Edson
- 2004: Happy hour, de Pau Miró
- 2005: Ningú pensa dir res, de Josep Maria Miró
- 2006: Somriure d'elefant, de Pau Miró
- 2007: Passat el riu, de Joe DiPietro
- 2007: En conserva, de Marta Buchaca
- 2007-2008: Hedda Gabler, d'Henrik Ibsen
- 2008: Búfals, de Pau Miró
- 2008: Puputyttö, de Saara Turunen
- 2009: Girafes, de Pau Miró
- 2009: Lleons, de Pau Miró
- 2010: Home-natja, de Jordi Oriol
- 2011: Huis clos, de Jean-Paul Sartre
- 2011-2013: Imatges gelades, d'Alicia Gorina
- 2011-2013: Sé de un lugar, d'Iván Morales
- 2012: Litus, de Marta Buchaca
- 2014-2015: Prendre partit, de Ronald Harwood
- 2015-2021: Psicosis de las 4.48, de Sarah Kane
- 2016: Poder-Potere-Power, de Marta Buchaca, Marco Calvani i Neil LaBute
- 2016: La fortuna de Sílvia, de Josep Maria de Sagarra
- 2017: Els tres aniversaris, de Rebekka Kricheldorf
- 2018: Només una vegada, de Marta Buchaca
- 2019: In wonderland, d'Alicia Gorina
- 2020-2021: Una galaxia de luciérnagas, d'Aina Tur
- 2022: Macbeth, d'Eugen Ionescu
- 2024: Los guapos, de David Trueba[5]

## Guardons[calcitació]
Nominacions
- 2021: Gaudí a la millor actriu protagonista per L'ofrena
- 2016: Butaca de teatre a la millor actriu protagonista per Psicosis de las 4.48

Premis
- 2021: Premi BBVA de teatre a la millor actriu protagonista per Una galaxia de luciérnagas
- 2016: Premi BBVA de teatre a la millor actriu protagonista per Psicosis de las 4.48
- 2010: Premi de cine Salento Finibus Terrae a la millor actriu pel curtmetratge 360°